# Stijve zonnebloem
De stijve zonnebloem  of stijve aardpeer (Helianthus × laetiflorus, synoniemen: Helianthus rigidus, Helianthus pauciflorus subsp. pauciflorus) is een overblijvende plant, die tot de composietenfamilie behoort. Het is een hybride van Helianthus pauciflorus Nutt. met Helianthus tuberosus L.. De soort komt van nature voor in Noord-Amerika en is van daaruit ingeburgerd in België, Denemarken, Duitsland en Frankrijk. De stijve zonnebloem wordt in de siertuin gebruikt. Het aantal chromosomen is 2n = 102.
De plant wordt 0,5-1,2 (2,5) meter hoog en vormt een wortelstok. De rechtopgaande stengel en bladeren zijn min of meer stijf behaard. De langwerpige tot lancetvormige,  bladeren hebben een getande rand en hebben aan de onderkant drie duidelijke nerven. Ze zijn 10-25 cm lang en 2-8 cm breed. De bladsteel is 1-5 cm lang.
De stijve zonnebloem bloeit vanaf juli tot in oktober. Het 6-10 cm grote hoofdje heeft 15-20, gele, 25-37 mm lange lintbloemen, meer dan 75, gele of bruine buisbloemen en een licht gewelfde bloembodem. De buis van de buisbloem is 7-7,6 mm lang en heeft rode slippen. De 25-35, groene, langwerpig-lancetvormige, 6-12 mm lange en 3-3,5 mm brede omwindselblaadjes zijn aanliggend en korter dan de breedte van het 14-18 mm brede omwindsel.
De zelden gevormde vrucht is een 4-5 mm lang nootje met een 2,5-3,5 mm lange, genaalde pappus.

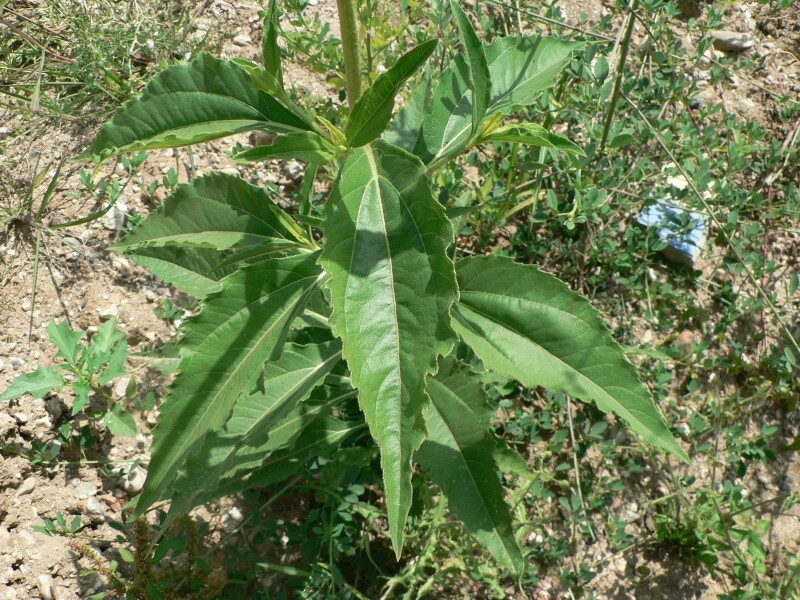
Plant
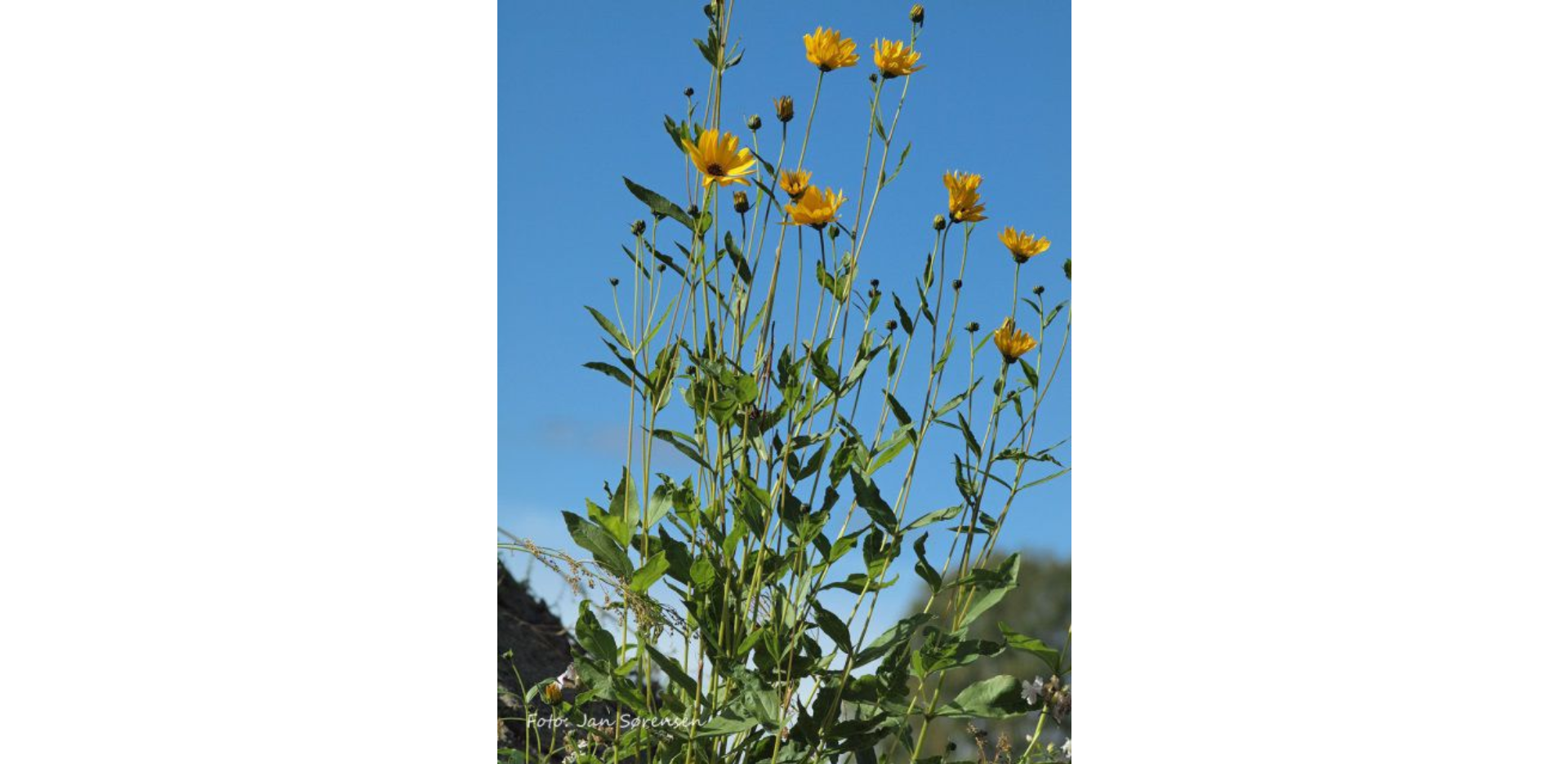
Plant
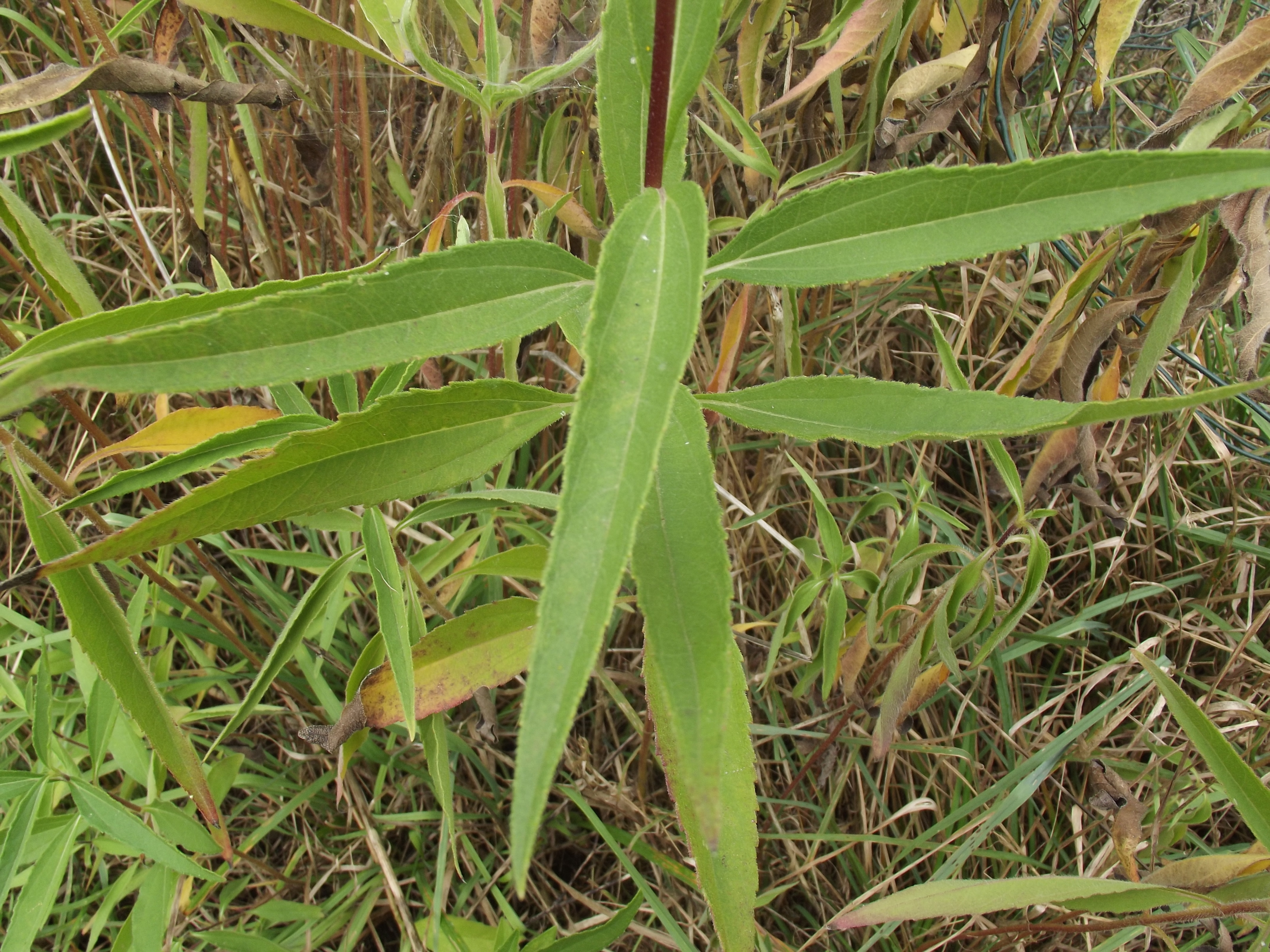
Blad
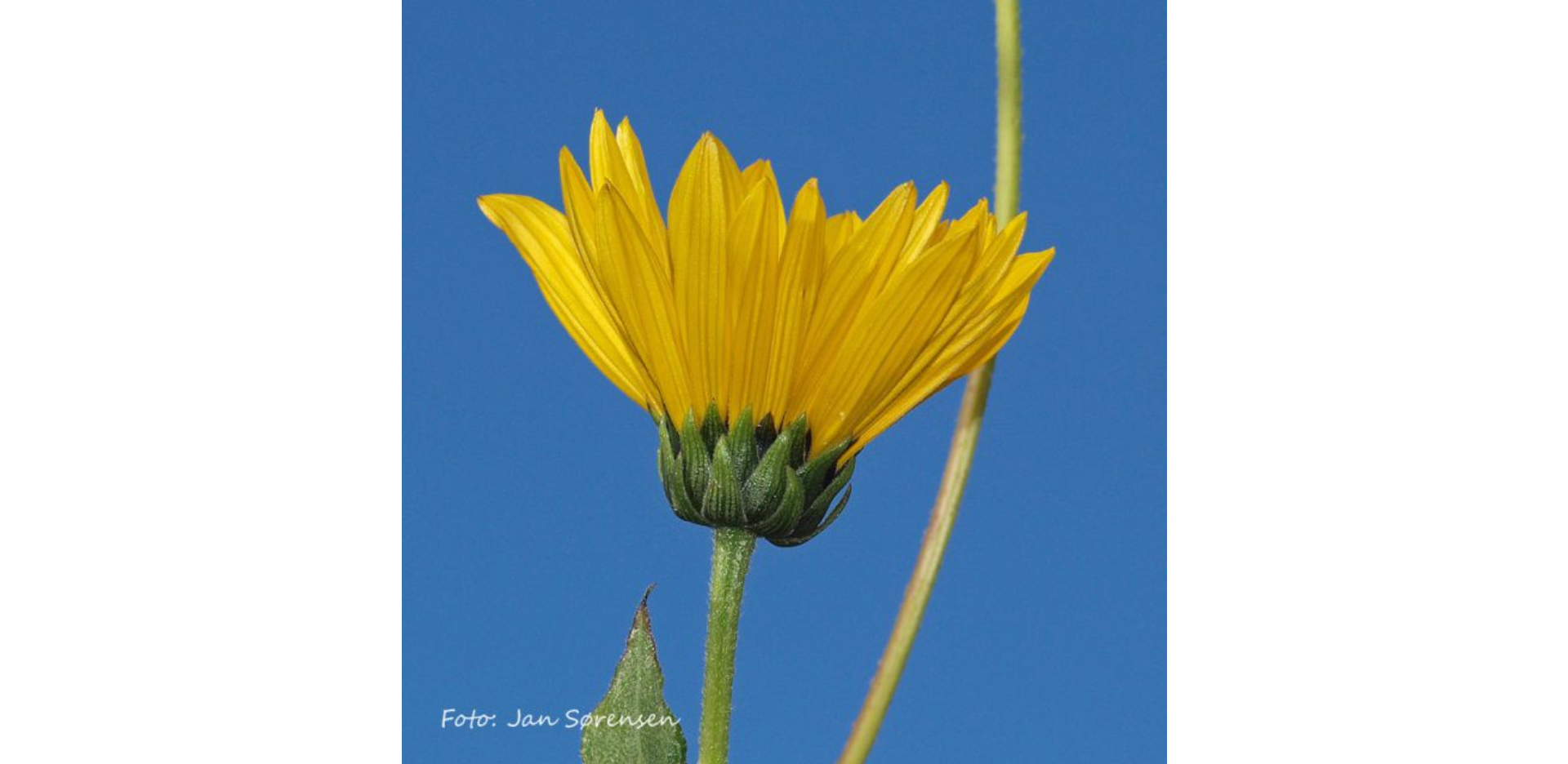
Omwindsel

De stijve zonnebloem komt voor op matig droge tot meestal vochtige, voedselrijke tot zeer voedselrijke, omgewerkte grond op ruderale plaatsen en spoorwegterreinen, industrieterreinen en in spoorbermen.